# What Do I Do
A What Do I Do című dal a nigériai születésű, de Svédországban tevékenykedő Dr. Alban 2000-ben megjelent Prescription albumának kislemeze. A dal csupán hazájában volt slágerlistás, és a 43. helyig jutott.

## Tracklista
CD Maxi
1. "What Do I Do" (radio version) - 3:23
2. "What Do I Do" (singback version) - 3:25
3. "Telephone Love" - 2:53

CD Single - papírtokos változat
1. "What Do I Do" (radio version) - 3:23
2. "What Do I Do" (singback version) - 3:25

## Közreműködő előadók
- Charlie King, Cia Backman, Dr. Alban, Peer Stappe - vokál, háttérvokál
- Charlie King, Peer Stappe, Ebenezer "Kojo" Thompson - dob programok
- Charlie King - mixek